# Восстание в Чечне (1860—1861)
Восстание в Чечне 1860—1861 годов произошло по причине политики насильственных массовых переселений коренного населения, осуществлявшейся царской администрацией. Эта политика привела к взрыву народного возмущения. В результате боевых действий восстание было подавлено.

## История
Ещё в ходе Кавказской войны русские войска широко использовали массовые насильственные переселения коренного населения, помимо прочего, ещё и как средство сломить его сопротивление. Зачастую переселение использовалось как превентивная мера. После окончания войны власть продолжала широко пользоваться этой мерой, систематически переселяя горцев в низину. В первую очередь выселялись жители небольших хуторов. Также выселение использовалось для ослабления крупных горных обществ, считавшихся неблагонадёжными. Так, осенью 1859 года генералом Евдокимовым было принято решение расселить беноевское общество (ныне Ножай-Юртовский район). Однако к маю следующего года основная масса выселенных самовольно вернулась в Беной, что было воспринято властями как открытое неповиновение.
Первоначально возглавили вспыхнувшее «возмущение» Байсангур Беноевский и его сподвижник Султан-Мурад Беноевский. Некоторое время беноевцы ограничивались отказом переселяться в указанные властями места проживания, надеясь на уступки властей. Однако Евдокимов для реализации своих требований послал войска. Тогда неподчинение властям приняло вооружённый характер. Восставшие ушли в леса и принялись небольшими группами нападать на отряды солдат. В Ичкеринском округе к восставшим присоединились жители сёл Зандак и Ачерешки. Начались волнения в Аргунском округе. Своё сочувствие восставшим выражали жители дагестанского общества Гумбет. Лидерами стихийного выступления оказались также Гази-Хаджи, Ума Дуев и Атабай Атаев. Последний был избран восставшими своим имамом.
К лету 1860 года восстанием была охвачена бо́льшая сёл Ичкеринского округа. В Аргунском округе восставшие заблокировали укреплённые пункты Башин-Кале и Евдокимовское. То же самое они попытались сделать и в Ичкеринском округе. Возникла угроза нападения на крепости Шатой и Ведено. Были предприняты попытки захвата некоторых равнинных сёл. Однако царские войска разгромили несколько повстанческих отрядов и перехватили инициативу. Были подвергнуты демонстративным наказаниям жители Аккинского общества, примкнувшего к восстанию, земли общества были переданы казне, а сами жители расселены по соседним обществам, не участвовавшим в восстании.
В начале августа в Ичкеринский округ были направлены дополнительные войска. Были созданы три группировки, с разных сторон начавшие наступление на центр восстания — село Беной. Восставшие нападали на войска из засад, предприняли ряд внезапных рейдов. Движение войск сильно замедлилось. Тем не менее, в конце сентября село было захвачено. Однако это не привело к завершению восстания. Восставшие снова вернулись к партизанским действиям, что снова привело к перелому в ходе восстания в пользу восставших.
Властям пришлось направить в регион дополнительные войска. Командирами крупных отрядов русских войск были Муса Кундухов и Орцу Чермоев. В результате разгрома восставших в одном из боёв в Аргунском ущелье последним пришлось мелкими группами укрыться в горах. Для преследования укрывшихся создавались «летучие» отряды. Основная часть войск занималась репрессиями против населения. Было разрушено 15 крупных сёл и множество мелких хуторов, на равнину были насильственно переселены более 1200 горцев.
Байсангур Беноевский был схвачен и повешен. В ноябре 1861 года сдался Атабай Атаев, а ещё через месяц — Ума Дуев. Оба были сосланы, первый — в Смоленск, а второй — в Псковскую губернию.
В восстании не участвовали жители равнинной Чечни, так как у них не так сильно как у горцев ощущался земельный голод. Кроме того, они успели почувствовать пользу экономических связей с Россией. Властями же был сделан вывод о необходимости ужесточения контроля над местным населением. С этой целью предполагалось провести массовое переселение чеченцев в Турцию. Тех горцев, что останутся в Российской империи, предполагалось расселить на равнину. С этой целью планировалось изъять 140 тысяч десятин земли у Бековичей-Черкасских в Малой Кабарде. Расселение планировалось завершить за 5-6 лет.